# Enrique Valdivieso
Enrique Valdivieso González (Valladolid, 1943-Sevilla, 2 de febrero de 2025) fue un historiador del arte español, desempeñaba el cargo de catedrático de Historia del Arte de la Universidad de Sevilla. Estaba especializado en la escuela sevillana de pintura.

## Biografía
Natural de Valladolid, realizó su formación académica en Valladolid y Madrid. Entre 1970 y 1975 fue profesor ayudante de Historia del Arte de la Universidad de Valladolid, en 1975 ocupó la plaza de profesor agregado de la Universidad de La Laguna y en 1976 en la de Sevilla. Desde 2016 es catedrático emérito de Historia del Arte en la Universidad de Sevilla. En 1996 ingresó como miembro de número en la Real Academia Sevillana de Buenas Letras.El 2 de febrero de 2025 se le encuentra muerto junto a su esposa en su vivienda de la calle Mateos Gago en Sevilla.
Gran parte de su labor investigadora ha estado dedicada a la pintura sevillana, tanto del periodo renacentista, como del barroco y los siglos XIX y XX. Entre sus principales publicaciones se encuentran las obras:
- La pintura en Valladolid en el Siglo XVII (1971)
- Juan de Roelas (1978),
- Pintura sevillana del siglo XIX (1981)
- Valdes Leal (1988)
- Murillo: sombras de la Tierra, luces del cielo (1990).
- Pintura barroca sevillana (2003).
- Vanidades y desengaños de la pintura española del siglo de oro (2003)
- Murillo, catálogo razonado de pinturas (2011).[4]
- Recuperación visual del patrimonio perdido: Conjuntos desaparecidos de la pintura sevillana de los Siglos de Oro (2011), en colaboración con Gonzalo Martínez del Valle.